# Gurčiče
Gurčiče (nemško Gurtschitschach) je naselje v Občini Velikovec v Okraju Velikovec na Koroškem v Avstriji.